# Dobryłów
Dobryłów (prononciation : [dɔˈbrɨwuf]) est un village polonais de la gmina de Ruda-Huta dans le powiat de Chełm de la voïvodie de Lublin dans l'est de la Pologne, à la frontière avec l'Ukraine.
Il se situe à environ 16 kilomètres au nord-est de Chełm (siège du powiat) et 78 kilomètres à l'est de Lublin (capitale de la voïvodie).

## Histoire
De 1975 à 1998, le village est attaché administrativement à la voïvodie de Chełm.

Depuis 1999, il fait partie de la voïvodie de Lublin.

## Galerie

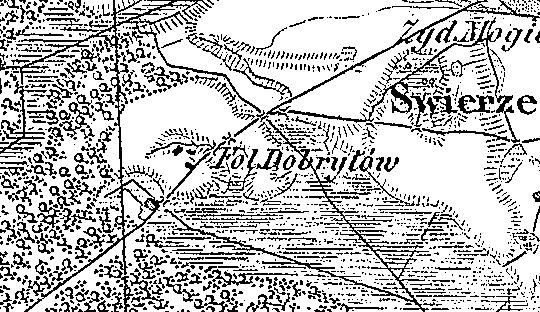
Dobryłów sur une carte topographique du Royaume de Pologne de 1839.
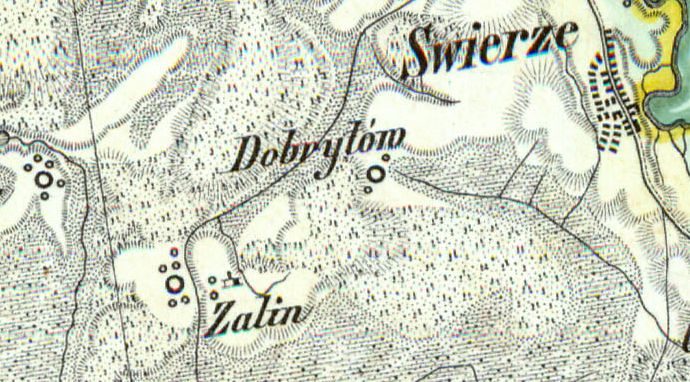
Dobryłów sur la carte D. G. Reymann (XIXe siècle).
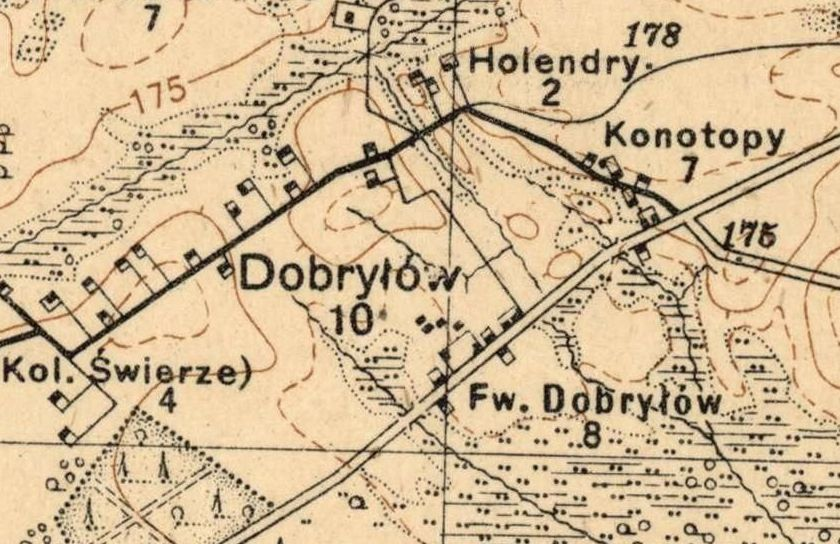
Dobryłów sur la carte de l'Institut géographique militaire de 1931.